# Albumy numer jeden w roku 1979 (Japonia)
Notowanie Weekly LP Chart (jap. 週間LPランキング Shūkan LP Chāto) przedstawia najlepiej sprzedające się LP w Japonii. Publikowane było przez magazyn Oricon Style, a dane skompletowane zostały przez Oricon w oparciu o cotygodniowe wyniki sprzedaży fizycznej LP. Poniżej znajdują się tabele prezentujące najpopularniejsze płyty w danych tygodniach w roku 1979.

## Oricon Weekly Album Chart
| Data            | Album                                                                                          | Wykonawca                  | Źródło |
| --------------- | ---------------------------------------------------------------------------------------------- | -------------------------- | ------ |
| 1 stycznia      | wstrzymanie publikacji                                                                         | wstrzymanie publikacji     | [ 1 ]  |
| 8 stycznia      | Saiyūki (jap. 西遊記)                                                                          | Godiego                    | [ 1 ]  |
| 15 stycznia     | Grease (jap. グリース)                                                                         | ścieżka dźwiękowa          | [ 1 ]  |
| 22 stycznia     | Grease (jap. グリース)                                                                         | ścieżka dźwiękowa          | [ 1 ]  |
| 29 stycznia     | Grease (jap. グリース)                                                                         | ścieżka dźwiękowa          | [ 1 ]  |
| 5 lutego        | Saiyūki (jap. 西遊記)                                                                          | Godiego                    | [ 1 ]  |
| 12 lutego       | Saiyūki (jap. 西遊記)                                                                          | Godiego                    | [ 1 ]  |
| 19 lutego       | Saiyūki (jap. 西遊記)                                                                          | Godiego                    | [ 1 ]  |
| 26 lutego       | Saiyūki (jap. 西遊記)                                                                          | Godiego                    | [ 1 ]  |
| 5 marca         | Saiyūki (jap. 西遊記)                                                                          | Godiego                    | [ 1 ]  |
| 12 marca        | Saiyūki (jap. 西遊記)                                                                          | Godiego                    | [ 1 ]  |
| 19 marca        | Saiyūki (jap. 西遊記)                                                                          | Godiego                    | [ 1 ]  |
| 26 marca        | Kai Band Story (jap. 甲斐バンド・ストーリー)                                                   | Kai Band                   | [ 1 ]  |
| 2 kwietnia      | Kai Band Story (jap. 甲斐バンド・ストーリー)                                                   | Kai Band                   | [ 1 ]  |
| 9 kwietnia      | Shin’ai naru mono e (jap. 親愛なる者へ)                                                        | Miyuki Nakajima            | [ 1 ]  |
| 16 kwietnia     | Sugao no watashi (jap. 素顔の私)                                                               | Junko Yagami               | [ 1 ]  |
| 23 kwietnia     | Yumekuyō (jap. 夢供養)                                                                         | Masashi Sada               | [ 1 ]  |
| 30 kwietnia     | Yumekuyō (jap. 夢供養)                                                                         | Masashi Sada               | [ 1 ]  |
| 7 maja          | Twist II (jap. ツイストII)                                                                     | Masanori Sera & Twist      | [ 1 ]  |
| 14 maja         | Twist II (jap. ツイストII)                                                                     | Masanori Sera & Twist      | [ 1 ]  |
| 21 maja         | Voulez-Vous (jap. ヴーレ・ヴー)                                                                | ABBA                       | [ 1 ]  |
| 28 maja         | Voulez-Vous (jap. ヴーレ・ヴー)                                                                | ABBA                       | [ 1 ]  |
| 4 czerwca       | Sorawotobu tori no yō ni no o kakeru kazenoyōni (jap. 空を飛ぶ鳥のように 野を駈ける風のように) | Chiharu Matsuyama          | [ 1 ]  |
| 11 czerwca      | Sorawotobu tori no yō ni no o kakeru kazenoyōni (jap. 空を飛ぶ鳥のように 野を駈ける風のように) | Chiharu Matsuyama          | [ 1 ]  |
| 18 czerwca      | ALICE VII                                                                                      | Alice                      | [ 1 ]  |
| 25 czerwca      | ALICE VII                                                                                      | Alice                      | [ 1 ]  |
| 2 lipca         | ALICE VII                                                                                      | Alice                      | [ 1 ]  |
| 9 lipca         | Morning (jap. モーニング)                                                                      | Satoshi Kishida            | [ 1 ]  |
| 16 lipca        | Morning (jap. モーニング)                                                                      | Satoshi Kishida            | [ 1 ]  |
| 23 lipca        | Morning (jap. モーニング)                                                                      | Satoshi Kishida            | [ 1 ]  |
| 30 lipca        | Morning (jap. モーニング)                                                                      | Satoshi Kishida            | [ 1 ]  |
| 6 sierpnia      | Morning (jap. モーニング)                                                                      | Satoshi Kishida            | [ 1 ]  |
| 13 sierpnia     | Kōkyō uta Ginga tetsudō 999 (jap. 交響詩銀河鉄道999)                                           | ścieżka dźwiękowa          | [ 1 ]  |
| 20 sierpnia     | Kōkyō uta Ginga tetsudō 999 (jap. 交響詩銀河鉄道999)                                           | ścieżka dźwiękowa          | [ 1 ]  |
| 27 sierpnia     | Kōkyō uta Ginga tetsudō 999 (jap. 交響詩銀河鉄道999)                                           | ścieżka dźwiękowa          | [ 1 ]  |
| 3 września      | Kōkyō uta Ginga tetsudō 999 (jap. 交響詩銀河鉄道999)                                           | ścieżka dźwiękowa          | [ 1 ]  |
| 10 września     | Kōkyō uta Ginga tetsudō 999 (jap. 交響詩銀河鉄道999)                                           | ścieżka dźwiękowa          | [ 1 ]  |
| 17 września     | Kōkyō uta Ginga tetsudō 999 (jap. 交響詩銀河鉄道999)                                           | ścieżka dźwiękowa          | [ 1 ]  |
| 24 września     | Kōkyō uta Ginga tetsudō 999 (jap. 交響詩銀河鉄道999)                                           | ścieżka dźwiękowa          | [ 1 ]  |
| 1 października  | Kōkyō uta Ginga tetsudō 999 (jap. 交響詩銀河鉄道999)                                           | ścieżka dźwiękowa          | [ 1 ]  |
| 8 października  | Itsuka tsumetai ame ga (jap. いつか冷たい雨が)                                                 | Iruka                      | [ 2 ]  |
| 15 października | Itsuka tsumetai ame ga (jap. いつか冷たい雨が)                                                 | Iruka                      | [ 2 ]  |
| 22 października | Long Run (jap. ロング・ラン)                                                                   | Eagles                     | [ 2 ]  |
| 29 października | Long Run (jap. ロング・ラン)                                                                   | Eagles                     | [ 2 ]  |
| 5 listopada     | On the Way (jap. オン・ザ・ウェイ)                                                             | Satoshi Kishida            | [ 2 ]  |
| 12 listopada    | MAGIC CAPSULE                                                                                  | Godiego                    | [ 2 ]  |
| 19 listopada    | Rainy Wood Avenue (jap. レイニー・ウッド・アベニュー)                                          | George Yanagi & Rainy Wood | [ 2 ]  |
| 26 listopada    | Zuisō-roku (jap. 随想録)                                                                       | Masashi Sada               | [ 2 ]  |
| 3 grudnia       | Kishōtenketsu (jap. 起承転結)                                                                  | Chiharu Matsuyama          | [ 2 ]  |
| 10 grudnia      | Kishōtenketsu (jap. 起承転結)                                                                  | Chiharu Matsuyama          | [ 2 ]  |
| 17 grudnia      | Kishōtenketsu (jap. 起承転結)                                                                  | Chiharu Matsuyama          | [ 2 ]  |
| 3 grudnia       | Kishōtenketsu (jap. 起承転結)                                                                  | Chiharu Matsuyama          | [ 2 ]  |
| 31 grudnia      | Yumegatari (jap. 夢がたり)                                                                     | Saki Kubota                | [ 2 ]  |